# Чего на свете не бывает
«Чего на свете не бывает» (белор. Чаго на свеце не здараецца) — белорусский мультфильм, выпущенный в 1997 году киностудией Беларусьфильм.

## Сюжет
Одна из самых популярных в белорусском сказочном фольклоре историй об обладателе дара сочинения небылиц.

## Создатели
| Режиссёр             | Александр Ленкин   |
| Сценарист            | Александр Ленкин   |
| Художник-постановщик | Татьяна Житковская |
| Оператор             | Юрий Мильтнер      |
| Композитор           | Андрей Леденёв     |
| Звукооператор        | Сергей Чупров      |
| Редактор             | Дмитрий Якутович   |
| Директор             | Ю. Казакова        |

## Критика
Авторы седьмого тома многотомного издания «Республика Беларусь — 25 лет созидания и свершений» отметили, что лента «Чего на свете не бывает», рассказывающая о молодом крестьянине, который, уподобившись барону Мюнхаузену, сочиняет всевозможные небылицы, была создана в 1996 году по мотивам белорусской сказки режиссёром А. Ленкиным, обратившимся к редкому (для смеховой славянской культуры) жанру небылицы и использовавшим динамичные ракурсы и интересные сюжетные ходы.